# Deorī Khās
Deorī Khās är en ort i Indien.   Den ligger i distriktet Sāgar och delstaten Madhya Pradesh, i den centrala delen av landet, 600 km söder om huvudstaden New Delhi. Deorī Khās ligger 429 meter över havet och antalet invånare är 24 934.
Terrängen runt Deorī Khās är platt. Runt Deorī Khās är det ganska tätbefolkat, med 172 invånare per kvadratkilometer. Det finns inga andra samhällen i närheten. Trakten runt Deorī Khās består till största delen av jordbruksmark.